# توی باکس
توی باکس (Toy-box) نام یک گروه پاپ دانمارکی است که متشکل از Anila Mirza و Amir El-Falaki می‌باشد. Anila در ۸ اکتبر سال ۱۹۷۴ در شهر هیلرود شهرستانی با جمعیت ۲۹٬۹۵۱ که در شمال دانمارک قرار گرفته، به دنیا آمده‌است. مادر او نیمه پاکستانی و نیمه ایرانی و پدرش یکی از پارسیان هند است. Amir در ۱۲ اگوست ۱۹۷۳ در شهری به نام کپنهاگ یکی از شهرهای دانمارک از یک پدر و مادر مراکشی به دنیا آمد.
در سال ۱۹۹۹ آنها توانستند موفقیتی با آهنگ پاپ به نام bubblegum از آلبوم خودشان به نام Tarzan & jane در جداول موسیقی اسکاندیناوی بدست آوردند. در آوریل سال ۲۰۱۰ Anila نشان داد که چیزهای جدید در گروه Toy-Box وجود خواهد داشت.
مجله Smash Hits در انگلستان در سال ۱۹۹۹ قهرمان «تارزان و جین» شد، اما برچسب انگلیسی آنها Edel تصمیم گرفت جلوی انتشار را بگیرد تا بعداً در همان سال، همزمان با انتشار تارزان دیزنی.
آنها نخست آزاد کردن "بهترین دوست" را انتخاب کردند. اگرچه چرخش زیادی در کانال تلویزیونی The Box پیدا کرد، اما در جدول Singles Chart انگلستان فقط به شماره ۴۱ رسید و برنامه‌های انتشار "Tarzan & Jane" لغو شد. در لیست‌های هلندی به شماره ۲ رسید.
در سال ۱۹۹۹ آهنگ تارزان و جین آنها در جایگاه 16 MTV اروپا قرار گرفت.